# Hawaiian Gardens
Hawaiian Gardens ist eine Stadt im Los Angeles County im US-Bundesstaat Kalifornien, Vereinigte Staaten, mit 14.149 Einwohnern (Stand: Volkszählung 2020). Sie ist mit einem Stadtgebiet von 2,5 km² die kleinste Stadt im Los Angeles County. Ihren außergewöhnlichen Namen erhielt die damals erst entstehende Stadt in den 1920er Jahren von einem lokalen Obstverkaufsstand, welcher aus Bambus und Palmenblättern gebaut wurde. Offiziell eingetragen wurde die Stadt am 9. April 1964.

## Geographie
Hawaiian Gardens ist von Long Beach, Lakewood (beide im Los Angeles County) und Cypress im östlich gelegenen Orange County begrenzt. 

## Wirtschaft
Hawaiian Gardens ist eine von sieben Städten im Los Angeles County, in denen Casinos erlaubt sind. Das Casino von Hawaiian Gardens macht mit über 9,2 Mio. Dollar rund 65 % der städtischen Einnahmen aus und ist zugleich wichtigster Arbeitgeber in der Stadt.

## Demographie
Der US Census 2020 ergab 14.149 Einwohner, die sich zusammensetzen aus: 79,8 % Hispanics, 10,1 % Asiaten, 4,3 % Weiße (ohne Hispanics), 4 % Schwarze, 3,1 % gemischtrassig und 0,5 % Indianer.

## Bildung
In Hawaiian Gardens gibt es zwei Grundschulen und eine Mittelschule. Die nächstgelegenen Highschools befinden sich in Lakewood und Cerritos. Die Schulabbrecherquote der Einwohner liegt bei 40 % und ist damit mehr als doppelt so hoch wie die von Los Angeles.